# Akonolinga
Akonolinga – miasto w Kamerunie, w Regionie Centralnym, stolica departamentu Nyong-et-Mfoumou. Liczy około 21 tys. mieszkańców.
W mieście znajduje się lokalne lotnisko.